# Salon Bleu
Pour les articles homonymes, voir Salon bleu.

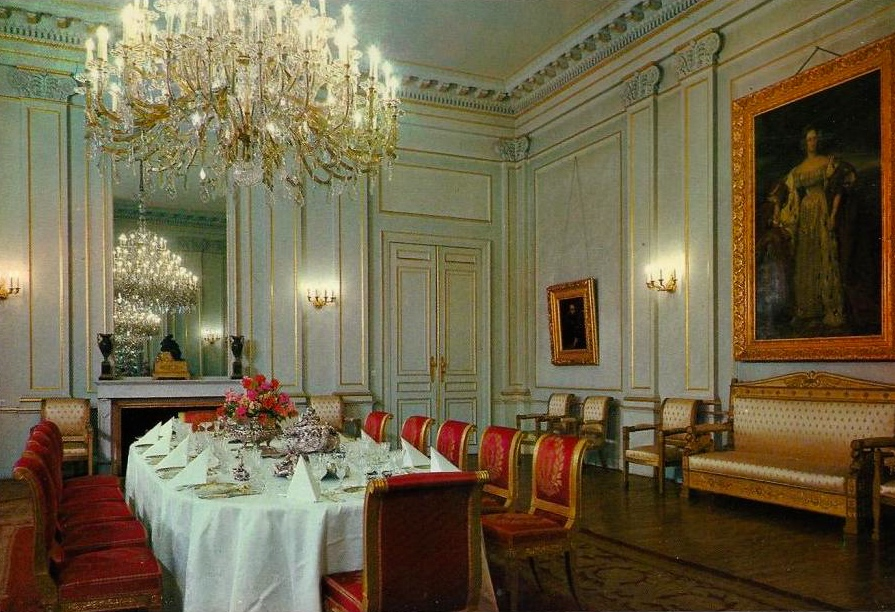
Salon Bleu

Le Salon Bleu, actuellement appelé Salon aux pilastres, est une pièce du Palais royal de Bruxelles qui a été la salle à manger des dignitaires de la Cour de Belgique.
Lors des grandes réceptions, cette pièce, d'une teinte bleue très pâle, accueillait les représentants de plusieurs grandes et anciennes familles de la noblesse, ainsi que les filles des présidents des chambres. Cette tradition a été supprimée au début de règne du roi Baudouin. 

## Ordre de préséance pour les Princes et Ducs du Salon Bleu[2]
- S.A.S. le prince d'Arenberg[3],
- S.A.S. le duc de Croÿ-Solre,
- S.A. le prince de Ligne,
- le prince de Merode,
- S.A.S. le prince de Lobkowicz,
- le prince de Chimay et de Caraman,
- le duc de Looz-Corswarem et de Corswarem-Looz,
- le duc d'Ursel,